# Gárdony
Gárdony é uma cidade da Hungria, situada no condado de Fejér. Tem 63,5 km² de área e sua população em 2019 foi estimada em 11.204 habitantes.